# 新選組刃義抄 アサギ
『新選組刃義抄 アサギ』（しんせんぐみじんぎしょう アサギ）は、原作：山村竜也、作画：蜷川ヤエコ、構成協力：町田一八による日本の漫画作品。『ヤングガンガン』（スクウェア・エニックス）にて、2009年2号から2012年17号まで連載された。

## あらすじ
物語は文久3年の京都、新撰組の前身である壬生浪士結成前から始まる。沖田総司をはじめとする試衛館一門とその他の浪士達は、将軍の上洛警護のために浪士組を脱名、京に残留していた。幕府の後ろ盾もなく、徒然とした毎日を過ごす沖田と藤堂平助は、偶然にも岡田以蔵と田中新兵衛が与力を暗殺する現場を目撃してしまう。

## 登場人物

### 壬生浪士
沖田総司
副長助勤。試衛館一の剣士。普段は竹とんぼ作りが得意な朗らかな青年だが、戦闘時には激しい気性を見せる。近藤、土方を敬愛しており、特に師匠である近藤の恩顧に報いるために自分は強くならなければいけないと考る。岡田以蔵との戦いで力不足を実感し、その思いをさらに強めていく。
藤堂平助
副長助勤。同世代の沖田、斎藤と仲がいい。亡き母に自分は津藩主のご落胤だと教えられ、立派な武士となって父に会う事を志す。武士としても男としても沖田を超えたいと思うものの、実力の開きに劣等感を抱いている。
斎藤一
副長助勤。試衛館の面々と顔見知りであることを利用し、桂小五郎の間者として壬生浪士に潜入する。暇があれば団子や饅頭などを食べている食いしん坊。何事にも無頓着だが、友人の藤堂には自分なりの思いやりを見せる。
近藤勇
局長。試衛館道場主。将軍の上洛警護のため、試衛館一門を引き連れ上京する。実直で男義あふれる人柄から、仲間の信頼が厚い。幼少の沖田が行った一発芸を気に入り、宴会芸の十八番にしている。
土方歳三
副長。やや短気だが、切れ者。武家出身の仲間達とは違い百姓の四男坊であるため、人一倍上昇志向が強い。近藤を壬生浪士の中心に据えるため画策する。
山南敬助
副長。教養豊かで思慮深く、「冴えてる」という言葉が好き。
永倉新八
副長助勤。喧嘩っ早いが気っ風のいい性格。原田と仲が良く、原田のボケに対してツッコミ役を担っている。
原田左之助
副長助勤。お調子者で、試衛館一門のムードメーカー的存在。ことあるごとに半裸になっては腹の一文字傷を周囲に見せつける。
井上源三郎
副長助勤。試衛館一門の世話を焼くお袋的存在。野菜に詳しい。
芹沢鴨
筆頭局長。高潔な人徳者と、冷酷で卑劣な人格を有する二重人格者。
新見錦
副長。芹沢派の参謀役。近藤を擁立しようとする土方と反目する。
佐伯又三郎
副長助勤。斎藤とともに桂の間者として壬生浪士に潜り込み、芹沢派につく。嗜虐趣味がある。

### 倒幕派
武市半平太
以蔵と新兵衛を使い、天誅を行う。以蔵を疎む。
桂小五郎
武市とともに天誅を行う。斎藤と佐伯を間者として壬生浪士に送り込む。
岡田以蔵
武市の配下の人斬り。武市を慕っており、彼の命令に盲従する。
田中新兵衛
薩摩藩の脱藩浪人。以蔵とともに天誅を行う人斬り。以蔵に人の心があると気づく。

## 書誌情報
- 原作：山村竜也、作画：蜷川ヤエコ 『新選組刃義抄 アサギ』 スクウェア・エニックス〈ヤングガンガンコミック〉、全8巻
  1. 2009年6月22日発売、ISBN 978-4-7575-2598-6
  2. 2009年11月25日発売、ISBN 978-4-7575-2733-1
  3. 2010年6月18日発売、ISBN 978-4-7575-2898-7
  4. 2010年10月25日発売、ISBN 978-4-7575-3040-9
  5. 2011年4月25日発売、ISBN 978-4-7575-3210-6
  6. 2011年8月25日発売、ISBN 978-4-7575-3345-5
  7. 2012年1月25日発売、ISBN 978-4-7575-3489-6
  8. 2012年9月25日発売、ISBN 978-4-7575-3750-7